# Osama Hawsawi
Osama Abdulrzag Hawsawi (arabiska: أسامة هوساوي), född 31 mars 1984 i Mecka, är en saudisk fotbollsspelare som spelar för Al-Hilal i Saudi Professional League. Han representerar även Saudiarabiens fotbollslandslag där han är kapten för laget.